# Banja Luka

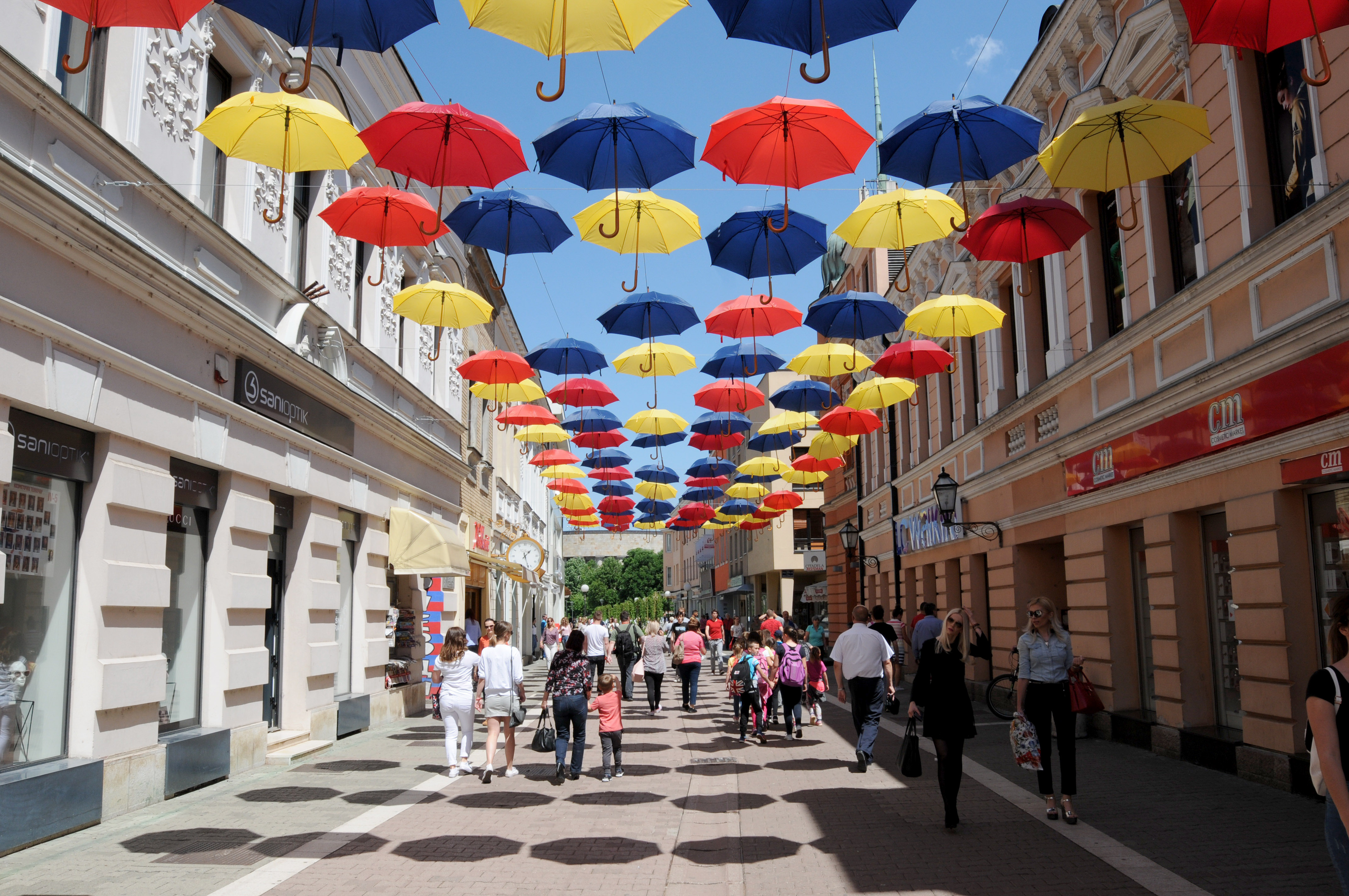
Strada Gospodska

Banja Luka (în sârbă Бања Лука, pronunțat [bǎɲa lǔːka] ⓘ) sau Banjaluka (în sârbă Бањалука pronunție în sârbocroată [baɲalǔːka]) este al doilea oraș ca mărime din Bosnia și Herțegovina și capitala de facto a entității sale Republika Srpska. Este centrul tradițional al regiunii Bosanska Krajina care conține o pădure densă în nord-vestul regiunii Bosnia. La recensământul din 2013, orașul a avut o populație de 138.963 de locuitori, în timp ce aria sa administrativă (comuna) a avut un număr total de 185.042 de locuitori.
Orașul găzduiește Universitatea din Banja Luka, precum și numeroase instituții de stat și entități din Bosnia și Herțegovina. Banja Luka se află pe râul Vrbas și este foarte bine cunoscut în țările fostei Iugoslavii pentru că este plin de bulevarde si străzi mărginite de copaci, grădini și parcuri.

## Nume
Numele „Banja Luka” a fost menționat pentru prima dată într-un document datat la 6 februarie 1494 de către Vladislav al II-lea al Ungariei. Numele este interpretat ca „Lunca Banului”, din cuvintele luka („vale”, „luncă” sau „pajiște”) și ban (titlu nobiliar medieval). Identitatea banului și a pajiștii în cauză rămân incerte, iar etimologia populară combină cuvintele moderne banja („baie” sau „spa”) sau bajna („minunat”) și luka („port”). O altă interpretare este sugerată de numele maghiar Lukácsbánya, în română 'Mina lui Luca', care este, de asemenea, sensul în slovacă al cuvintelor baňa Luka. În modul de folosire modernă, numele este pronunțat de obicei declinat (u Banjaluci) ca un cuvânt și adesea este scris ca atare. Se pare că locuitorii săi preferă forma  u Banjoj Luci.

## Geografie

### Prezentare generală
Banja Luka are o suprafață de aproximativ 96,2 km2, se află în Bosnia și Herțegovina și este situat pe ambele maluri ale râului Vrbas, în valea Banja Luka, care este plană într-o regiunea deluroasă. Centrul Banja Luka se află la 163 m2 deasupra nivelului mării. 
Izvorul râului Vrbas este la aproximativ 90 kilometri în sud, pe muntele Vranica. Afluenții săi - Suturlija, Crkvena și Vrbanja - se varsă în Vrbas în diferite puncte din oraș. În apropiere se găsesc o serie de izvoare. 
Zona din jurul orașului Banja Luka este în mare parte formată din pădure, cu toate că există munți mai departe de oraș. Cei mai notabili dintre acești munți sunt Manjača (1.214 m), Čemernica (1.338 m) și Tisovac. Aceștia fac parte din lanțul munților Alpii Dinarici.

### Așezări
Comuna Banja Luka (în afară de orașul propriu-zis) include următoarele așezări: 
- Agino Selo
- Barlovci
- Bastasi
- Bistrica
- Bočac
- Borkovići
- Bronzani Majdan
- Cerici
- Čokori
- Debeljaci
- Dobrnja
- Dragočaj
- Drakulić
- Dujakovci
- Goleši
- Jagare
- Kmećani
- Kola
- Kola Donja
- Krmine
- Krupa na Vrbasu
- Kuljani
- Lokvari
- Lusići
- Ljubačevo
- Melina
- Motike
- Obrovac
- Pavići
- Pavlovac
- Pervan Donji
- Pervan Gornji
- Piskavica
- Ponir
- Potkozarje
- Prijakovci
- Priječani
- Prnjavor Mali
- Radmanići
- Radosavska
- Ramići
- Rekavice
- Slavićka
- Stratinska
- Stričići
- Subotica
- Šargovac
- Šimići
- Šljivno
- Verići
- Vilusi
- Zalužani
- Zelenci

### Climat
Banja Luka are un climat subtropical umed moderat, cu ierni blânde, înghețuri dese și veri calde. Cea mai caldă lună a anului este iulie, cu o temperatură medie de 22,8 °C (73,0 °F). Cea mai rece lună a anului este ianuarie, când temperaturile medii sunt în jur de 1,7 °C (35,1 °F)   . 
Precipitațiile anuale în oraș sunt de aproximativ 1.037,2 millimetrui (41 in). Banja Luka are în medie 104 zile ploioase pe an. Datorită latitudinii relativ ridicate a orașului și a localizării interior-continentale, ninge în Banja Luka aproape în fiecare an. Vânturile puternice bat dinspre nord și nord-est. Uneori, predomină vânturile dinspre sud care aduc o  vreme caldă.
| Date climatice pentru Banja Luka | Date climatice pentru Banja Luka | Date climatice pentru Banja Luka | Date climatice pentru Banja Luka | Date climatice pentru Banja Luka | Date climatice pentru Banja Luka | Date climatice pentru Banja Luka | Date climatice pentru Banja Luka | Date climatice pentru Banja Luka | Date climatice pentru Banja Luka | Date climatice pentru Banja Luka | Date climatice pentru Banja Luka | Date climatice pentru Banja Luka | Date climatice pentru Banja Luka |
| Luna | Ian                              | Feb                              | Mar                              | Apr                              | Mai                              | Iun                              | Iul                              | Aug                              | Sep                              | Oct                              | Nov                              | Dec                              | Anual                            |
| --- | -------------------------------- | -------------------------------- | -------------------------------- | -------------------------------- | -------------------------------- | -------------------------------- | -------------------------------- | -------------------------------- | -------------------------------- | -------------------------------- | -------------------------------- | -------------------------------- | -------------------------------- |
| Maxima medie °C (°F) | 6.7 (44,1)                       | 7.8 (46)                         | 13.7 (56,7)                      | 19.3 (66,7)                      | 23.2 (73,8)                      | 27.3 (81,1)                      | 29.9 (85,8)                      | 30.1 (86,2)                      | 24.3 (75,7)                      | 18.5 (65,3)                      | 13.0 (55,4)                      | 7.2 (45)                         | 18,4 (65,1)                      |
| Media zilnică °C (°F) | 1.7 (35,1)                       | 2.5 (36,5)                       | 7.3 (45,1)                       | 12.5 (54,5)                      | 16.8 (62,2)                      | 20.8 (69,4)                      | 22.8 (73)                        | 22.3 (72,1)                      | 17.1 (62,8)                      | 11.8 (53,2)                      | 7.3 (45,1)                       | 2.8 (37)                         | 12,1 (53,8)                      |
| Minima medie °C (°F) | −2.1 (28,2)                      | −1.4 (29,5)                      | 1.8 (35,2)                       | 6.4 (43,5)                       | 10.0 (50)                        | 14.4 (57,9)                      | 16.0 (60,8)                      | 15.6 (60,1)                      | 11.4 (52,5)                      | 7.0 (44,6)                       | 3.2 (37,8)                       | −0.7 (30,7)                      | 6,8 (44,2)                       |
| Minima istorică °C (°F) | −22.8 (−9.0)                     | −21.5 (−6.7)                     | −18.2 (−0.8)                     | −5.9 (21,4)                      | 0.0 (32)                         | 4.0 (39,2)                       | 6.7 (44,1)                       | 6.1 (43)                         | 0.0 (32)                         | −5.5 (22,1)                      | −11 (12,2)                       | −18 (−0.4)                       | −22,8 (−9,0)                     |
| Precipitații mm (inches) | 71.7 (2.823)                     | 67.6 (2.661)                     | 77.8 (3.063)                     | 86.5 (3.406)                     | 98.3 (3.87)                      | 109.2 (4.299)                    | 73.9 (2.909)                     | 74.2 (2.921)                     | 83.9 (3.303)                     | 103.9 (4.091)                    | 89.5 (3.524)                     | 100.8 (3.969)                    | 1.037,2 (40,835)                 |
| Umiditate [%] | 82                               | 80                               | 73                               | 69                               | 71                               | 71                               | 70                               | 73                               | 78                               | 82                               | 84                               | 83                               | 76                               |
| Nr. de zile cu precipitații (≥ 1.0 mm) | 8.9                              | 9.7                              | 9.4                              | 9.2                              | 9.8                              | 8.1                              | 7.9                              | 5.8                              | 7.9                              | 8.9                              | 8.1                              | 10.2                             | 104,0                            |
| Ore însorite | 54                               | 71                               | 125                              | 158                              | 206                              | 222                              | 272                              | 238                              | 186                              | 133                              | 70                               | 46                               | 1.781                            |
| Sursă: Deutscher Wetterdienst (temperatures, 1992–2016, extremes 1973–2016, precipitation, 1926–2016, precipitation days, 1992–2016, humidity, 1973–1991 and sun, 1961–1990) |                                  |                                  |                                  |                                  |                                  |                                  |                                  |                                  |                                  |                                  |                                  |                                  |                                  |

## Istorie

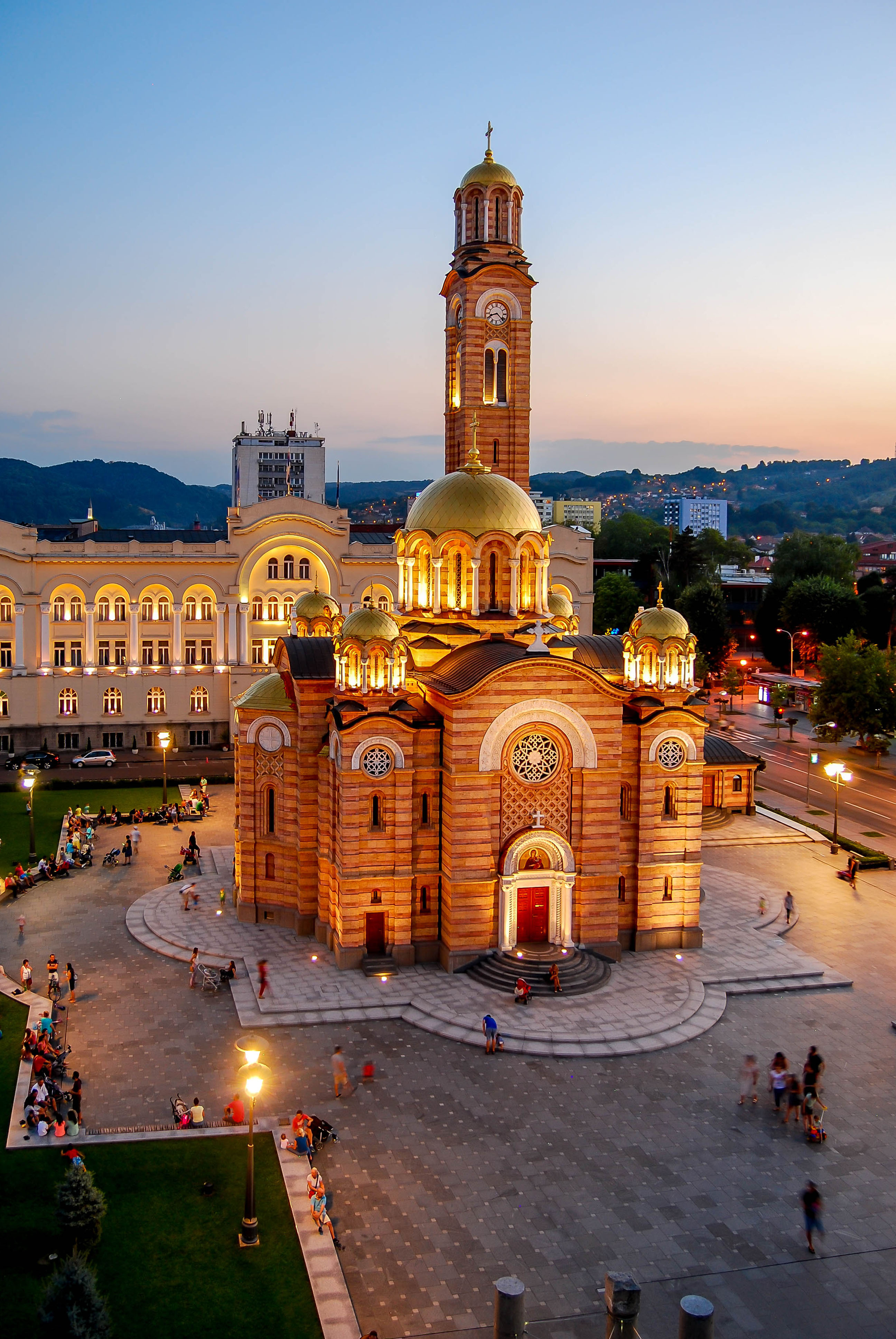
Catedrala lui Hristos Mântuitorul, Banja Luka.

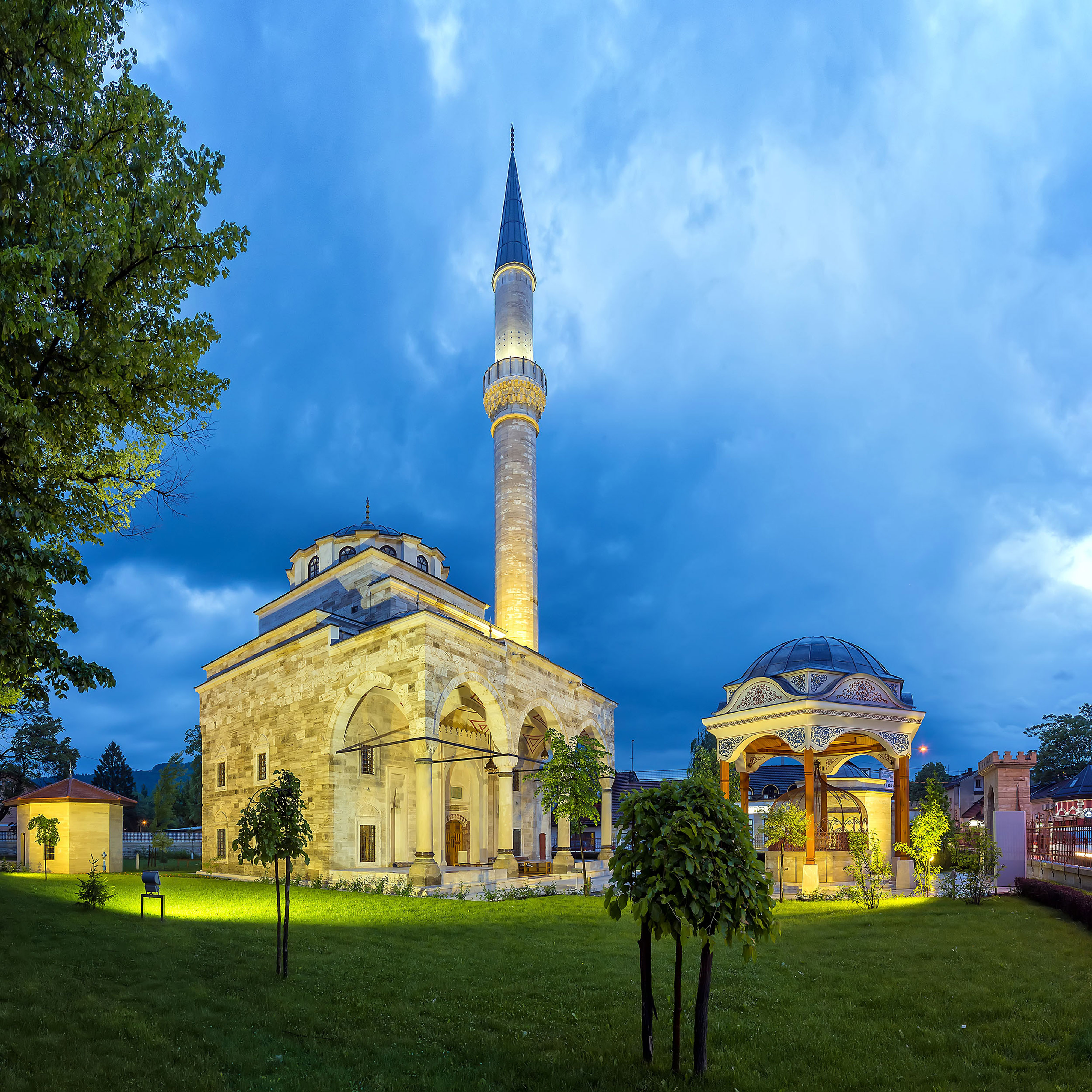
Moscheea Ferhat Pașa din 1579 a fost aruncată în aer cu explozibili în 1993. În urma unei reconstrucții meticuloase, a fost redeschisă în 2016.

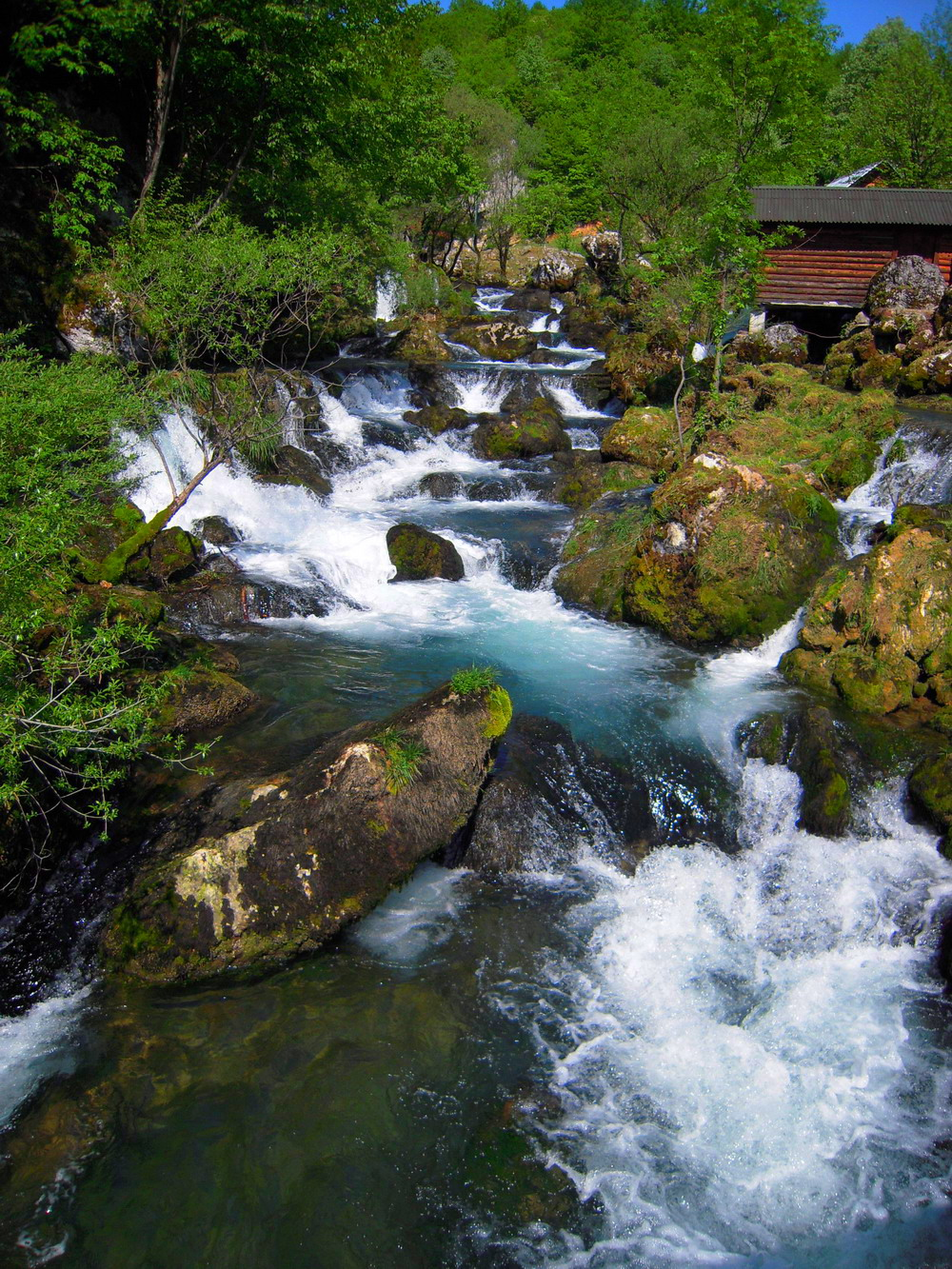
Râul Krupa, este afluentul de stânga al râului Vrba și este o zonă protejată, la doar câțiva kilometri în amonte de oraș.

### Vremurile romane
Istoria locuirii zonei Banja Luka datează din timpuri străvechi. Există dovezi substanțiale ale prezenței romane în regiune în primele secole d.Hr., inclusiv un fort "Kastel" (în latină Castra) în centrul orașului. Zona cuprinzând Banja Luka s-a afla în întregime în regatul ilirilor și apoi a fost o parte a provinciei romane Illyricum, care a fost împărțit în provinciile Pannonia și Dalmația de care fortul Castra a aparținut. Hărțile antice ilirice denumesc așezarea din actuala locație a Banja Luka ca Ad Ladios, care era o așezare situată pe râul Vrbas . 

### Evul Mediu
Slavii s-au stabilit în Balcani în secolul al VI-lea. Cetățile medievale din vecinătatea Banja Luka sunt Vrbas (1224), Župa Zemljanik (1287), Kotor Varoš (1323), Zvečaj (1404) și Bočac (1446). Într-un hrisov scris de regele Vladislav al II-lea la 6 februarie 1494, Juraj Mikulasić era menționat ca un castelan al Banja Luka. Sub oraș s-a aflat o așezare mai mică cu o mănăstire catolică.

### Stăpânirea otomană
Banja Luka a căzut în mâinile otomanilor în 1527. A devenit capitala Sangeacului Bosnia puțin timp înainte de 1554, până în 1580 când a fost înființat Eialetul Bosnia. Beilerbeii bosniaci au fost așezați în Banja Luka până în 1639.  Ferhad Pasha Sokolović, rudă a Marelui Vizir Mehmed-pasha Sokolović, la întoarcerea în Bosnia în 1574, a început construirea a peste 200 de clădiri, de la magazine artizanale  până la depozite de grâu, băi și moschei. Printre proiectele mai importante s-au numărat moscheile Ferhadija și Arnaudija în timpul cărora a fost pusă la punct infrastructura de instalații sanitare, care deservea zonele rezidențiale.  Aceasta a stimulat dezvoltarea economică și urbană a orașului Banja Luka, care a devenit în scurt timp unul dintre centrele comerciale și politice principale din Bosnia. A fost, de asemenea, sangeacul central din Eyaletul Bosnia. În 1688, orașul a fost incendiat de armata austriacă, dar și-a revenit rapid. Ulterior, incursiunile periodice ale armatei austriece au stimulat evoluțiile militare în Banja Luka, ceea ce l-a făcut un centru militar strategic. Bisericile și mănăstirile ortodoxe de lângă Banja Luka au fost construite în secolul al XIX-lea. De asemenea, evreii și trapiștii sefardiți au migrat în oraș în secolul al XIX-lea și au contribuit la industrializarea timpurie a regiunii prin construirea de mori, fabrici de bere, fabrici de cărămidă, fabrici textile și alte clădiri importante. 
Mănăstirea Trapistă construită în secolul al XIX-lea a dat numele cartierului Trapisti și a lăsat o moștenire mare în zonă prin celebra sa brânză Trappista și producția sa de bere. 
În 1835 și 1836, în timpul administrației otomane, numeroși oameni din Banja Luka au emigrat în Lešnica, Lipnica și Loznica, satele din jurul orașului Loznica și Šabac.

### Conducerea austro-ungară
În ciuda poziției sale de lider în regiune, Banja Luka ca oraș nu a fost modernizat până la ocupația austro-ungară de la sfârșitul secolului al XIX-lea. Au apărut și au fost dezvoltate căi ferate, școli, fabrici și infrastructură, ceea ce a transformat Banja Luka într-un oraș modern. 

### Iugoslavia
După primul război mondial, orașul a devenit capitala Banovina Vrbas, o provincie a Regatului Iugoslaviei. Capitala provinciei și-a datorat progresul rapid primului ban, Svetislav Milosavljević. În acea perioadă au fost construite Banski Dvor și sora ei geamănă, clădirea Administrației, Biserica Ortodoxă Sârbă a Sfintei Treimi, un teatru și un muzeu, Școala de Gramatică a fost renovată, Colegiul Profesorilor a fost mărit, a fost construit un pod în oraș și parcul a fost renovat. În 1930 erau 125 de școli elementare în Banja Luka. Ideile revoluționare ale vremii au fost lansate de asociația „Pelagić” și Clubul Studenților. Banja Luka a devenit în mod firesc centrul organizatoric al muncii antifasciste din regiune.

#### Al doilea război mondial
În timpul celui de-al doilea război mondial, Banja Luka a făcut parte din statul independent al Croației. Majoritatea sârbilor și evreilor din Banja Luka au fost deportați în lagăre de concentrare precum Jasenovac și Stara Gradiška. La 7 februarie 1942, paramilitarii din Ustaše, conduși de un frate franciscan, Miroslav Filipović (numit Tomislav Filipović-Majstorović), au ucis mai mult de 2.300 de sârbi (dintre care 500 de copii) în Drakulić, Motike și Šargovac  parte din comuna Banja Luka). 
Biserica ortodoxă Sfânta Treime a orașului a fost demolată în totalitate de către Ustaše, la fel și Biserica Sf. Gheorghe din Petrićevac. Episcopul din Banja Luka, Platon Jovanović, a fost arestat de către Ustaše la 5 mai 1941, torturat și ucis. Trupul său a fost aruncat în râul Vrbanja. Orașul a fost eliberat de partizanii iugoslavi la 22 aprilie 1945. 

#### Cutremurul din 1969
Pe 26 și 27 octombrie 1969, două cutremure devastatoare (6.0 și 6.4 pe scara Richter ) au deteriorat multe clădiri din Banja Luka. Aproximativ 20 - 23 de persoane au fost ucise și peste o mie au fost rănite. O clădire mare numită Titanik, din centrul orașului,  s-a prăbușit, iar zona a fost transformată ulterior într-o piață centrală. Cu contribuții din toată Iugoslavia, Banja Luka a fost reparată și reconstruită. În această perioadă, o mare populație de sârbi s-a mutat în oraș din satele înconjurătoare și din zonele mai îndepărtate din Herțegovina. 

### Războiul din Bosnia
În decursul anilor 1990, orașul a suferit modificări considerabile la izbucnirea războiului din Bosnia. După declararea independenței Bosniei-Herțegovina și înființarea entității Republika Srpska, Banja Luka a devenit, de facto, centrul politicii Republicii Srpska. 
Aproape toți croații și bosniacii din Banja Luka au fost expulzați în timpul războiului și toate cele 16 moschei ale orașului, inclusiv Moscheea Ferhat Pașa, au fost umplute cu explozibili și aruncate în aer. O hotărâre judecătorească a condamnat ca autoritățile din Banja Luka să plătească 42 de milioane de dolari pentru distrugerea moscheilor. Ulterior, aproximativ 40.000 de sârbi din regiunile bosniace majoritar croate și/sau bosniace, după ce au fost exilați din casele lor, s-au stabilit în Banja Luka.
La 7 mai 2001, mai multe mii de naționaliștii sârbi au atacat un grup de bosniaci și membri ai corpului diplomatic care participau la o ceremonie de comemorare a reconstrucției istorice a moscheii Ferhadija din secolului al XVI-lea. Au existat indicii ale colaborării poliției cu naționaliștii sârbi. Mai mult de 30 de persoane au fost rănite în timpul atacului și la 26 mai, Murat Badić, care a intrat în comă după atac, a murit din cauza rănilor la cap. Paisprezece naționaliștii sârbi bosniaci au fost închiși pentru aceste revolte.

## Date demografice
Recensământul din 2013 în Bosnia a indicat o populație de 185.042, majoritatea sârbi. În timpul războiului din 1992–95, aproximativ 60.000 de oameni, în mare parte bosniaci și croați, au fost forțați să plece din Banja Luka.

### Populație
Populația din comuna Banja Luka, după etnie, conform recensămintelor din 1971, 1981, 1991, 2013  și în alți ani este următoarea:
| Populația comunei     | Populația comunei | Populația comunei | Populația comunei | Populația comunei | Populația comunei | Populația comunei | Populația comunei | Populația comunei | Populația comunei | Populația comunei | Populația comunei | Populația comunei | Populația comunei |
| --------------------- | ----------------- | ----------------- | ----------------- | ----------------- | ----------------- | ----------------- | ----------------- | ----------------- | ----------------- | ----------------- | ----------------- | ----------------- | ----------------- |
|                       | 1879.             | 1885.             | 1895.             | 1910.             | 1921.             | 1931.             | 1948.             | 1953.             | 1961.             | 1971.             | 1981.             | 1991.             | 2013.             |
| Total                 |                   |                   |                   |                   |                   |                   |                   |                   |                   | 158,736           | 183,618           | 195,692           | 185,042           |
| Agino Selo            |                   |                   |                   |                   |                   |                   |                   |                   |                   |                   |                   | 1,106             | 429               |
| Banja Luka            | 9,560             | 11,357            | 13,566            | 14,800            | 18,001            | 22,165            | 31,223            | 38,135            | 50,650            | 90,831            | 123,937           | 143,079           | 138,963           |
| Barlovci              |                   |                   |                   |                   |                   |                   |                   |                   |                   |                   |                   | 624               | 685               |
| Bistrica              |                   |                   |                   |                   |                   |                   |                   |                   |                   |                   |                   | 1,703             | 1,367             |
| Bočac                 |                   |                   |                   |                   |                   |                   |                   |                   |                   |                   |                   | 1,685             | 836               |
| Borkovići             |                   |                   |                   |                   |                   |                   |                   |                   |                   |                   |                   | 976               | 585               |
| Bronzani Majdan       |                   |                   |                   |                   |                   |                   |                   |                   |                   |                   |                   | 1,019             | 590               |
| Debeljaci             |                   |                   |                   |                   |                   |                   |                   |                   |                   |                   |                   | 1,073             | 1,190             |
| Dragočaj              |                   |                   |                   |                   |                   |                   |                   |                   |                   |                   |                   | 2,578             | 2,273             |
| Drakulić              |                   |                   |                   |                   |                   |                   |                   |                   |                   |                   |                   | 319               | 1,262             |
| Goleši                |                   |                   |                   |                   |                   |                   |                   |                   |                   |                   |                   | 827               | 369               |
| Jagare                |                   |                   |                   |                   |                   |                   |                   |                   |                   |                   |                   | 1,269             | 1,291             |
| Kmećani               |                   |                   |                   |                   |                   |                   |                   |                   |                   |                   |                   | 458               | 205               |
| Kola                  |                   |                   |                   |                   |                   |                   |                   |                   |                   |                   |                   | 2,241             | 1,212             |
| Kola Donja            |                   |                   |                   |                   |                   |                   |                   |                   |                   |                   |                   | 757               | 413               |
| Krmine                |                   |                   |                   |                   |                   |                   |                   |                   |                   |                   |                   | 980               | 546               |
| Krupa na Vrbasu       |                   |                   |                   |                   |                   |                   |                   |                   |                   |                   |                   | 1,858             | 1,199             |
| Kuljani               |                   |                   |                   |                   |                   |                   |                   |                   |                   |                   |                   | 1,207             | 4,126             |
| Ljubačevo             |                   |                   |                   |                   |                   |                   |                   |                   |                   |                   |                   | 663               | 453               |
| Melina                |                   |                   |                   |                   |                   |                   |                   |                   |                   |                   |                   | 1,260             | 739               |
| Motike                |                   |                   |                   |                   |                   |                   |                   |                   |                   |                   |                   | 2,009             | 2,475             |
| Obrovac               |                   |                   |                   |                   |                   |                   |                   |                   |                   |                   |                   | 1,046             | 469               |
| Pavići                |                   |                   |                   |                   |                   |                   |                   |                   |                   |                   |                   | 607               | 262               |
| Pavlovac              |                   |                   |                   |                   |                   |                   |                   |                   |                   |                   |                   | 1,522             | 1,825             |
| Pervan Donji          |                   |                   |                   |                   |                   |                   |                   |                   |                   |                   |                   | 672               | 261               |
| Piskavica             |                   |                   |                   |                   |                   |                   |                   |                   |                   |                   |                   | 3,798             | 2,617             |
| Potkozarje [Ivanjska] |                   |                   |                   |                   |                   |                   |                   |                   |                   |                   |                   | 4,577             | 2,965             |
| Prijakovci            |                   |                   |                   |                   |                   |                   |                   |                   |                   |                   |                   | 576               | 832               |
| Priječani             |                   |                   |                   |                   |                   |                   |                   |                   |                   |                   |                   | 840               | 1,992             |
| Prnjavor Mali         |                   |                   |                   |                   |                   |                   |                   |                   |                   |                   |                   | 309               | 374               |
| Radosavska            |                   |                   |                   |                   |                   |                   |                   |                   |                   |                   |                   | 514               | 268               |
| Ramići                |                   |                   |                   |                   |                   |                   |                   |                   |                   |                   |                   | 1,035             | 1,739             |
| Rekavice              |                   |                   |                   |                   |                   |                   |                   |                   |                   |                   |                   | 2,679             | 2,105             |
| Šargovac              |                   |                   |                   |                   |                   |                   |                   |                   |                   |                   |                   | 1,313             | 3,014             |
| Slavićka              |                   |                   |                   |                   |                   |                   |                   |                   |                   |                   |                   | 985               | 682               |
| Stričići              |                   |                   |                   |                   |                   |                   |                   |                   |                   |                   |                   | 464               | 208               |
| Verići                |                   |                   |                   |                   |                   |                   |                   |                   |                   |                   |                   | 1,237             | 1,041             |
| Zalužani              |                   |                   |                   |                   |                   |                   |                   |                   |                   |                   |                   | 561               | 629               |

### Compoziție etnică
| Naționalitate  | 2013.             | 1991.            | 1981.            | 1971.           |
| Total          | 138,963 (100,0%)  | 143,079 (100,0%) | 123,937 (100,0%) | 90,831 (100,0%) |
| Sârbi          | 121,185 (87,21%)  | 70,155 (49,03%)  | 51,839 (41,83%)  | 41,297 (45,47%) |
| Bosniaci       | 7,573 (5.450 de%) | 27,689 (19,35%)  | 2, 916 (16,88%)  | 23,411 (25,77%) |
| Croați         | 4,205 (3,026%)    | 15,700 (10,97%)  | 16,314 (13,16%)  | 17,897 (19,70%) |
| Neafiliați     | 2,520 (1,813%)    |                  |                  |                 |
| Alții          | 1,418 (1,020%)    | 6,890 (4,816%)   | 2,570 (2,074%)   | 2,014 (2,217%)  |
| Iugoslavi      | 615 (0,443%)      | 22,645 (15,83%)  | 30,318 (24,46%)  | 4,606 (5,071%)  |
| Ucraineni      | 396 (0,285%)      |                  |                  |                 |
| Muntenegreni   | 321 (0,231%)      |                  | 695 (0,561%)     | 600 (0,661%)    |
| Necunoscut     | 232 (0,167%)      |                  |                  |                 |
| Sloveni        | 215 (0,155%)      |                  | 456 (0,368%)     | 636 (0,700%)    |
| Rromi (țigani) | 129 (0,093%)      |                  | 499 (0,403%)     | 59 (0,065%)     |
| Macedoneni     | 126 (0,091%)      |                  | 172 (0,139%)     | 177 (0,195%)    |
| Albanezi       | 28 (0,020%)       |                  | 158 (0,127%)     | 134 (0,148%)    |

|              | 2013.            | 1991.            | 1981.            | 1971.            |
| Total        | 185,042 (100,0%) | 195,692 (100,0%) | 183,618 (100,0%) | 158,736 (100,0%) |
| Sârbi        | 165,750 (89,57%) | 106,826 (54,59%) | 93,389 (50,86%)  | 92,465 (58,25%)  |
| Bosniaci     | 7,681 (4,151%)   | 28,558 (14,59%)  | 21,726 (11,83%)  | 24,268 (15,29%)  |
| Croați       | 5,104 (2,758%)   | 29,026 (14,83%)  | 30,442 (16,58%)  | 33,371 (21,02%)  |
| Neafiliați   | 2,733 (1477 de%) |                  |                  |                  |
| Alții        | 1,521 (0,822%)   | 7,626 (3,897%)   | 3,370 (1,835%)   | 2,275 (1,433%)   |
| Iugoslavi    | 648 (0,350%)     | 23,656 (12,09%)  | 32,624 (17,77%)  | 4,684 (2,951%)   |
| Ucraineni    | 413 (0,223%)     |                  |                  |                  |
| Necunoscut   | 337 (0,182%)     |                  |                  |                  |
| Muntenegreni | 335 (0,181%)     |                  | 715 (0,389%)     | 612 (0,386%)     |
| Sloveni      | 230 (0,124%)     |                  | 495 (0,270%)     | 685 (0,432%)     |
| Rromi        | 132 (0,071%)     |                  | 503 (0,274%)     | 59 (0,037%)      |
| Macedoneni   | 130 (0,070%)     |                  | 189 (0,103%)     | 178 (0,112%)     |
| Albanezi     | 28 (0,015%)      |                  | 165 (0,090%)     | 139 (0,088%)     |

## Guvernare

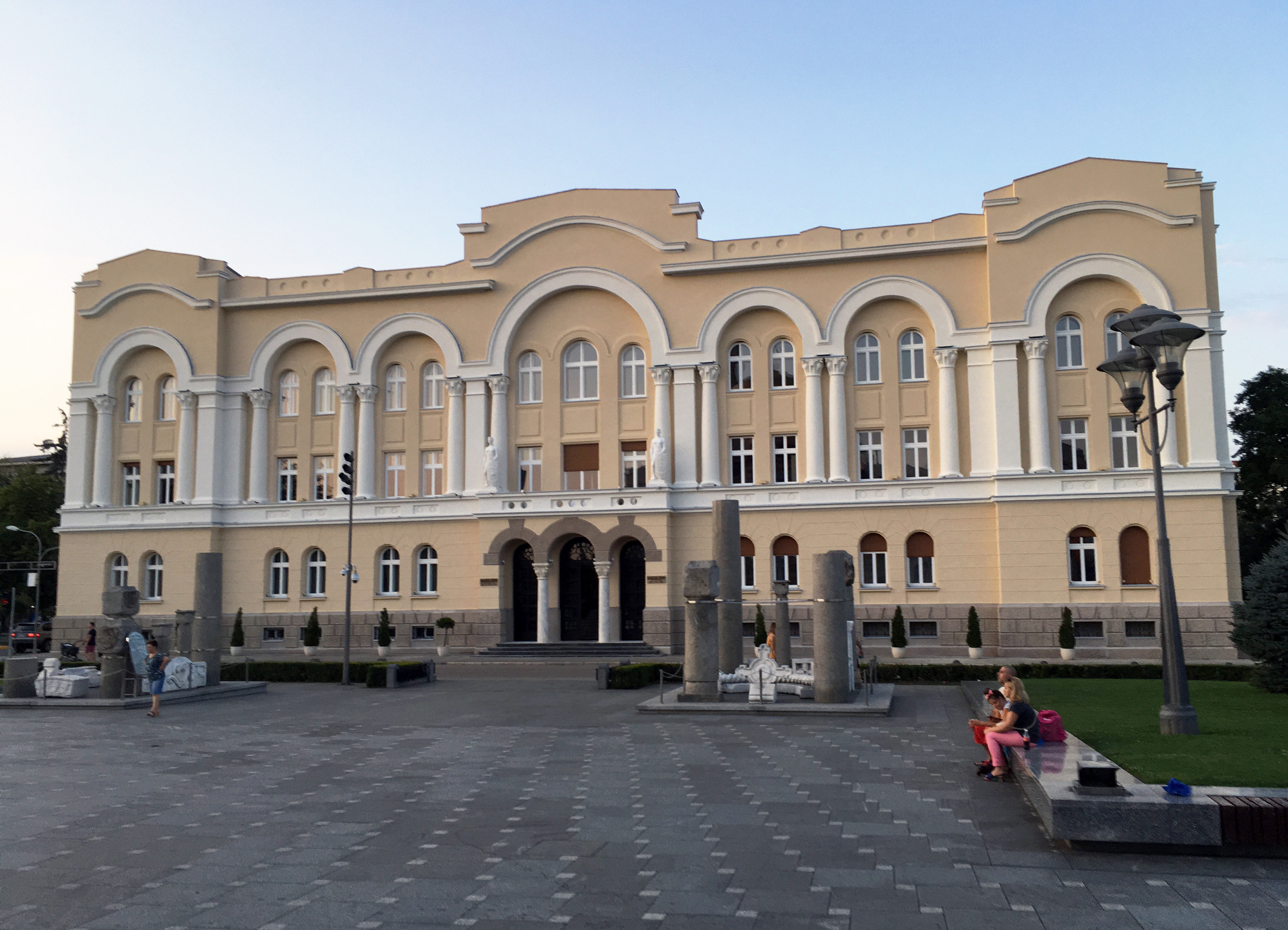
Clădirea Primăriei Orașului Banja Luka

Banja Luka joacă un rol important pe diferite niveluri ale structurilor guvernamentale din Bosnia și Herțegovina. Banja Luka este centrul guvernării comunei Banja Luka. O serie de instituții ale entității Srpska și de stat (BiH) se află în oraș. Guvernul Republicii Srpska și Adunarea Națională își au sediul în Banja Luka. 
Agențiile de Stat din Bosnia și Herțegovina din oraș sunt următoarele; Autoritatea pentru Impozitarea Indirectă (TVA), Agenția de Asigurare a Depozitelor, precum și o sucursală a Băncii Centrale a Bosniei și Herțegovinei (fosta Bancă Națională a Republicii Srpska). Austria, Croația, Franța, Germania, Serbia, Marea Britanie și Statele Unite mențin o reprezentare diplomatică prin consulate generale în Banja Luka.

## Economie
În 1981, PIB-ul pe cap de locuitor din Banja Luka a fost de 97% față de media Iugoslavă.
Deși orașul în sine nu a fost afectat direct de războiul din Bosnia de la începutul anilor 90, economia sa a avut de suferit. În această perioadă, Banja Luka a rămas în urmă în domenii cheie precum tehnologia, ceea ce a dus la o economie destul de stagnantă. Cu toate acestea, în ultimii ani, sectorul serviciilor financiare s-a dezvoltat în oraș.Mai multe companii mari, precum Telekom Srpske, Rafinerija ulja Modriča, Banjalučka Pivara și Vitaminka, sunt cotate la bursă și sunt tranzacționate periodic. Printre investitori, în afară de cei din Slovenia, Croația și Serbia, se numără acum o serie de fonduri de investiții din UE, precum și din Norvegia, Statele Unite, Japonia și China. 
O serie de autorități de reglementare a serviciilor financiare, precum Republika Srpska Securities Commission și RS Banking Agency au sediul în Banja Luka. Astfel, Banja Luka a devenit un centru financiar important al țării. 
Previzualizare economică
Următorul tabel oferă o previzualizare a numărului total de persoane înregistrate angajate de persoane juridice după activitatea lor principală (situația din 2018): 
| Activitate                                                                     | Total |
| ------------------------------------------------------------------------------ | ----- |
| Agricultură, silvicultură și pescuit                                           | 586   |
| Minerit si cariere                                                             | 25    |
| Fabricație                                                                     | 8972  |
| Alimentare cu energie electrică, gaz, abur și aer condiționat                  | 817   |
| Rezerva de apa; activități de canalizare, gestionare și remediere a deșeurilor | 788   |
| Construcții                                                                    | 3241  |
| Comerțul cu ridicata și cu amănuntul, reparații de autovehicule și motociclete | 12579 |
| Transport și depozitare                                                        | 2747  |
| Cazare și servicii alimentare                                                  | 3564  |
| Informatie si comunicare                                                       | 3567  |
| Activități financiare și de asigurare                                          | 3212  |
| Activități imobiliare                                                          | 318   |
| Activități profesionale, științifice și tehnice                                | 3900  |
| Activități de servicii administrative și de asistență                          | 1368  |
| Administrație publică și apărare; securitate socială obligatorie               | 9162  |
| Educație                                                                       | 5301  |
| Sănătate umană și activități de muncă socială                                  | 5948  |
| Arte, divertisment și recreere                                                 | 1760  |
| Alte activități de servicii                                                    | 1.968 |
| Total                                                                          | 69283 |

## Cultură

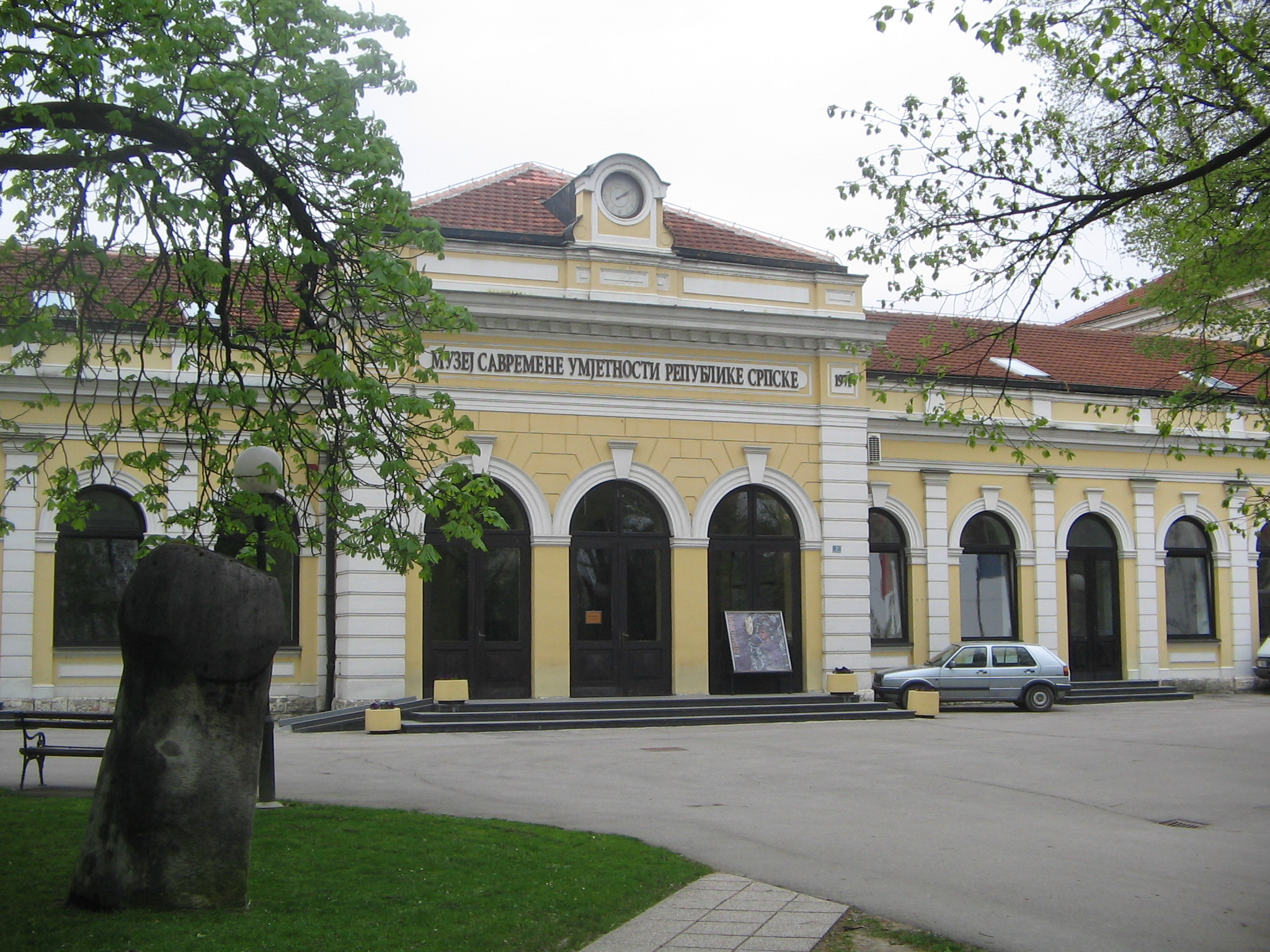
Muzeul de Artă Modernă din Republica Srpska

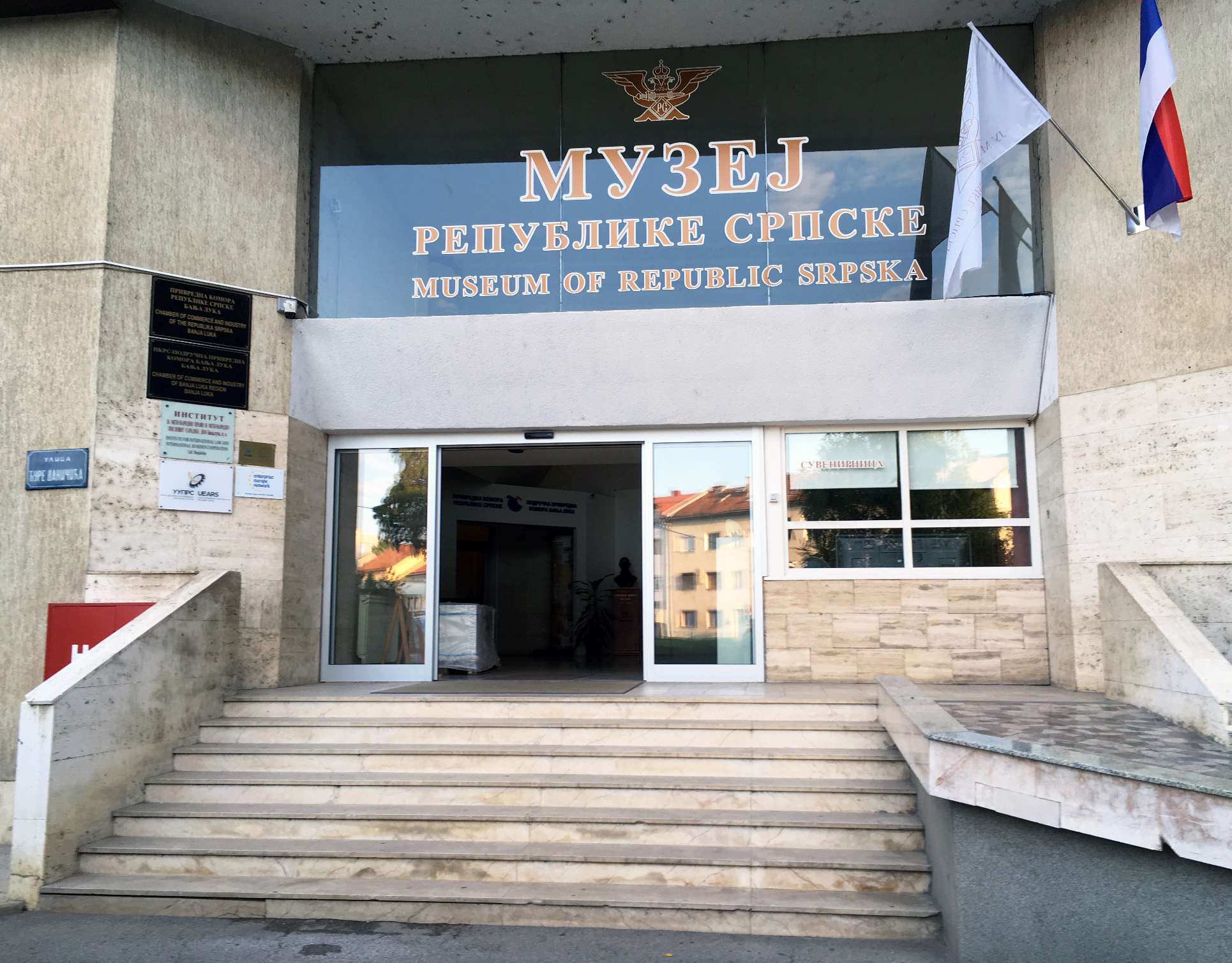
Muzeul Republicii Srpska

Muzeul Republicii Srpska a moștenit Muzeul Etnografic înființat în 1930 și și-a lărgit cadrul cu colecții de arheologie, istorie, istorie a artei și naturii. Muzeul de Artă Modernă din Republika Srpska expune expoziții ale artiștilor autohtoni și mondiali. 
Banja Luka găzduiește Teatrul Național și Biblioteca Națională, datând atât din prima jumătate a secolului XX, cât și din numeroase alte teatre. Sediul principal al Arhivelor din Republica Srpska este situat în clădirea cunoscută sub numele de Carska kuća sau Casa Imperială, construită în jurul anului 1880. Acesta este cea mai veche clădire publică încă în folosire din Banja Luka. 
Unul dintre cele mai faimoase locuri culturale din Banja Luka este centrul cultural Banski Dvor (Sălile Banului), construit în anii 1930 ca reședință a  băncilor din Banovina Vrbas.
În oraș există multe asociații artistice culturale. Cea mai veche este CAA „Pelagić” (fondată în 1927), una dintre cele mai vechi instituții de acest fel din Bosnia și Herțegovina.

### Sport
Banja Luka are un stadion important de fotbal și mai multe săli de sport. Echipele locale de handbal, baschet și fotbal poartă denumirea tradițională Borac (luptător). Cele trei echipe de fotbal din Banja Luka sunt Borac Banja Luka (campionii sezonului 2010/2011 din Premier League din Bosnia și Herțegovina ), BSK Banja Luka și Omladinac Banja Luka (ambele în Liga I a Republicii Srpska), FK Naprijed Banja Luka și FK Vrbas Banja Luka. 
FK Borac Banja Luka este cel mai popular club de fotbal din Republika Srpska. Clubul a câștigat mai multe trofee majore în istoria sa, cum ar fi trofeele de campionă Cupa Mitropa, Cupa Iugoslavei, Premier League din Bosnia și Herțegovina, Cupa Bosniei și Herțegovinei, Prima Ligă a Republicii Srpska, Cupa Republicii Srpska. A participat la în Liga Campionilor UEFA și UEFA Europa League. 
Orașul are o lungă tradiție de handbal. RK Borac Banja Luka  a fost campioana europeană în 1976, vicecampioana europeană în 1975 și câștigătoare a Cupei IHF în 1991. 
Recent, tenisul a avut un rol mai mare în oraș. Turneul local de tenis, "Memorijal Trive Vujića", a devenit profesionist și a primit statutul ATP în 2001, cu rangul de Challenger. Banja Luka Challenger are loc în luna septembrie a fiecărui an. În 2005, pe râul Vrbas au avut loc Campionatele Europene de Rafting. În 2006, în oraș au avut loc meciurile de Cupa Davis ale grupei III Europa / Africa. Din 2015, orașul găzduiește semimaratonul Banjaluka. 

## Transporturi

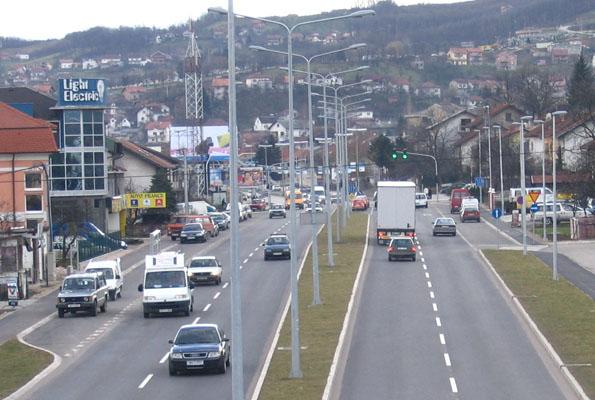
Drumul de tranzit Banja Luka spre vest

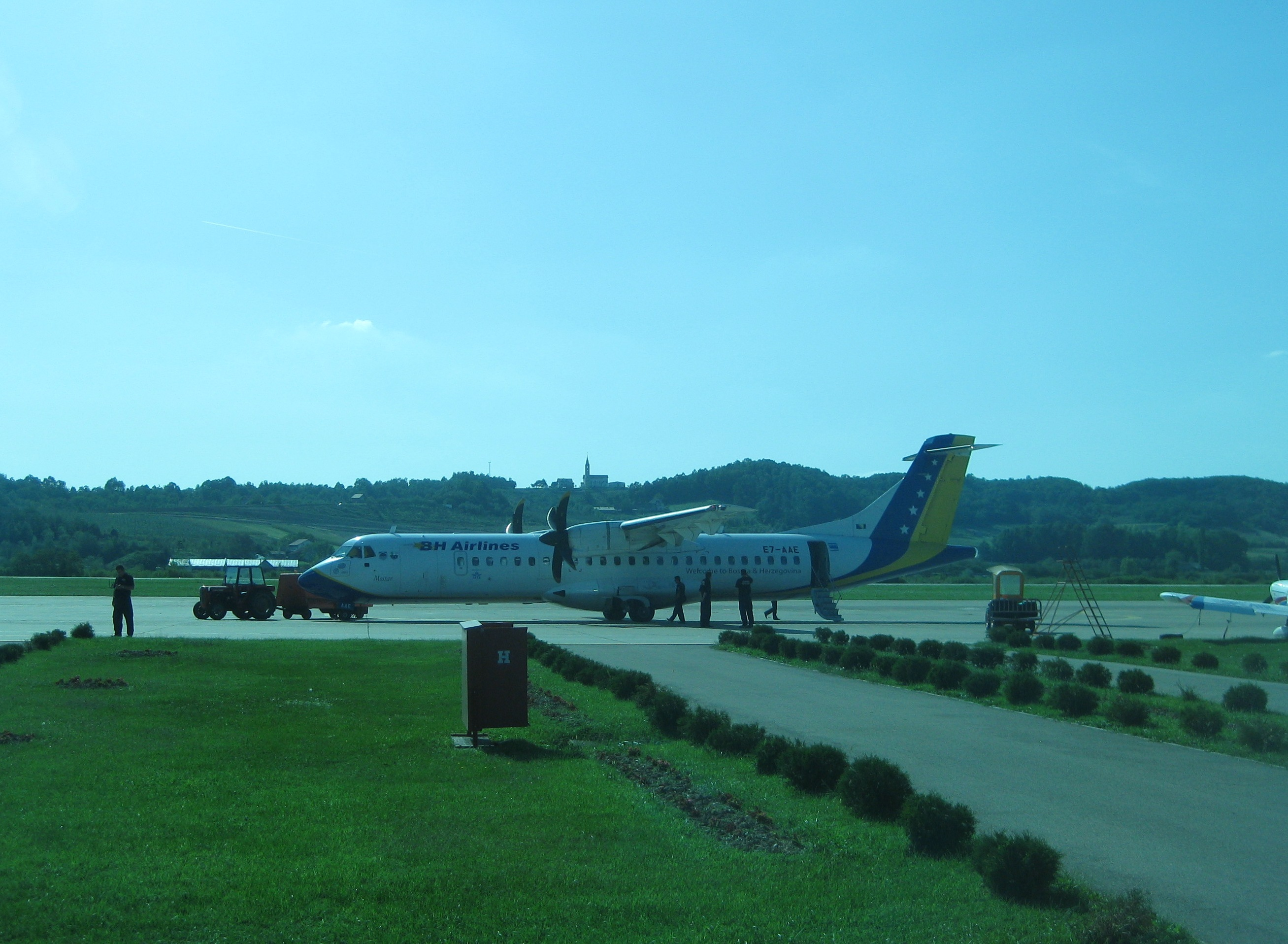
B&H Airlines ATR 72 pe aeroportul Banja Luka care se pregătește pentru zborul către Zürich, august 2010

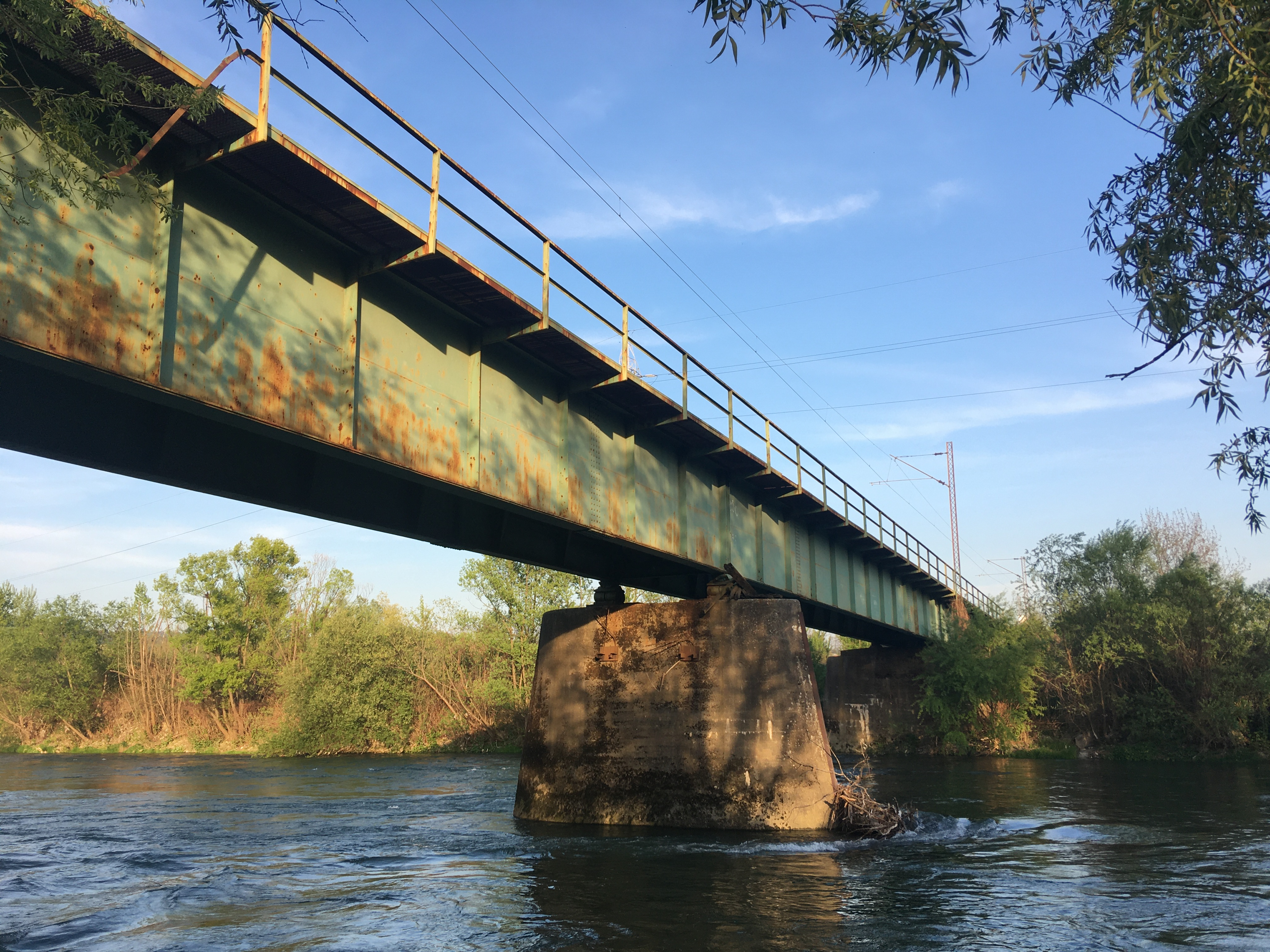
Podul feroviar Banja Luka peste râul Vrbas, aprilie 2020

Transportul public în Banja Luka este operat exclusiv de serviciile de autobuz. Peste treizeci de linii de autobuz conectează centrul orașului cu restul orașului și suburbiile sale. Cea mai veche legătură de autobuz din oraș este linia nr. 1.  
Autostrada E-661 (cunoscută local sub numele de M-16) duce spre nord spre Croația de la Banja Luka prin Gradiška, lângă granița bosniacă / croată.  
O gamă largă de servicii de autobuz sunt disponibile către majoritatea orașelor învecinate și mai mari din Bosnia și Herțegovina, precum și pentru destinații regionale și europene, cum ar fi Austria, Belgia, Croația, Germania, Franța, Italia, Muntenegru, Olanda, Serbia, Suedia, Elveția și Slovacia. 
Banja Luka este un nod minor al serviciilor feroviare ale Željeznice Republike Srpske, care cuprinde jumătate din rețeaua feroviară din Bosnia și Herțegovina. Željeznice operează în cele mai multe orașe bosniace din nord, iar două trenuri moderne „Talgo” cu aer condiționat circulă spreSarajevo în fiecare zi. Cu toate acestea, serviciile sunt relativ lente și rare în comparație cu țările vecine. 
Aeroportul Internațional Banja Luka ( IATA : BNX, ICAO : LQBK) este situat la 23 kilometri (14 mi)     nord de Banja Luka. Aeroportul este deservit de Air Serbia, care operează zboruri spre Belgrad și chartere de vară către Antalya și Atena, în timp ce Ryanair operează zboruri către Bruxelles, Memmingen, Berlin și Stockholm. Aici se află, de asemenea, aerodromul Banja Luka Zalužani, un mic aerodrom.

## Relații internaționale

### Orașe gemene - orașe surori
Banja Luka este înfrățită cu următoarele orașe: 
- Belgrad, Serbia, din 2003[37]
- Novi Sad, Serbia, din 2006[37]
- Sremska Mitrovica, Serbia[37]
- Patras, Grecia, din 1995[37][38]
- Moscova, Rusia, din 2003[37]
- Kaiserslautern, Germania, din  2003[37]
- Lviv, Ucraina[37]
- Kranj, Slovenia, din 1965[37]
- Campobasso, Italia[37]
- Bari, Italia[37]
- Bitonto, Italia[37]
- Modi'in-Maccabim-Re'ut, Israel, din 2010[37]
- Graz, Austria
- Västerås, Sweden, din 1969
- Zemun, Serbia
- Focșani, România, din 2012

## Personalități
- Guido del Mestri (1911-1993), cardinal
- Gisela Januszewska, prima femeie medic din oraș

- Petar Kočić, scriitor sârb bosniac
- Ivan Franjo Jukić, scriitor bosniac
- Marijan Beneš, boxer și poet, campion european de amatori
- Anton Josipović, boxer, campion olimpic
- Adem Čejvan, actor
- Ivan Merz, catolic laic, academician; beatificat de Papa Ioan Paul al II-lea
- Tomislav Knez, jucător de fotbal, campion olimpic și medaliat cu argint la Campionatul European
- Velimir Sombolac, jucător de fotbal și manager, campion olimpic
- Nikola Pejaković, actor și muzician sârb
- Mustafa Nadarević, actor
- Franjo Komarica, episcop romano-catolic din Banja Luka
- Slađana Golić, jucătoare de baschet, medaliată cu argint la Campionatele Olimpice și Mondiale
- Neven Subotić, fotbalist sârb
- Muhamed Filipović, academician, filozof și scriitor bosniac
- Nasiha Kapidžić-Hadžić, scriitoare și poetă bosniacă
- Milorad Karalić, jucător de handbal, campion olimpic
- Ivan Ljubičić, jucător de tenis croat, numărul 3 mondial și medaliat cu bronz olimpic
- Nela Eržišnik, actriță și comică
- Saša Lošić, cântăreață și compozitoare bosniacă
- Marija Šestić, cântăreață bosniacă
- Romana Panić, cântăreață
- Božidar Jović, jucător de handbal
- Abid Kovačević, fotbalist retras
- Mladen Bojinović, jucător de handbal sârb, medaliat cu bronz la Campionatul Mondial
- Aleksandar Knežević, jucător de handbal sârb, medaliat cu bronz la Campionatul European
- Osman Karabegović, politician
- Zlatko Saračević, jucător de handbal croat, campion olimpic și mondial
- Draženko Mitrović, sportiv sârb, medaliat paralimpic de argint de două ori și campion european
- Ognjen Vranješ, fotbalist bosniac
- Saša Čađo, jucător de baschet sârb, medaliat olimpic în bronz și campion european
- Srđan Babić, fotbalist sârb, campion mondial U-20
- Srđan Grahovac, fotbalist
- Darko Maletić, fotbalist
- Nikola Čačić, jucător de tenis sârb
- Srđan Vujmilović, fotograf
- Aleksa Račić, filantrop
- Ognjen Trubajić, filozof celebru
- Zlatan Muslimović, fotbalist bosniac